# 苫小牧工業高等専門学校
苫小牧工業高等専門学校（とまこまいこうぎょうこうとうせんもんがっこう、英語: National Institute of Technology, Tomakomai College（NIT, Tomakomai College））は、北海道苫小牧市字錦岡に所在する国立高等専門学校。1964年に設置された。設置者は国立高等専門学校機構。通称は「苫小牧高専」「苫高専」。

## 沿革
主な出典：
- 1964年4月 - 国立高専3期校として、苫小牧市立弥生中学校を仮校舎としてして開校（機械工学科、電気工学科、工業化学科）[3]。
- 1965年4月1日 - 現在地に移転[3]。
- 1969年4月 - 土木工学科設置。
- 1990年4月 - 情報工学科設置。
- 1994年4月 - 工業化学科を物質工学科に改組。
- 1995年4月 - 土木工学科を環境都市工学科に改組。
- 2000年4月 - 電気工学科を電気電子工学科に改称。
- 2003年4月 - 専攻科（電子･生産システム工学専攻､ 環境システム工学専攻）設置。メディアセンターと情報処理センターを統合して学術情報センターを設置。
- 2004年4月 - 独立行政法人国立高等専門学校機構苫小牧工業高等専門学校に移行。一般教科を文系総合学科・理系総合学科の2学科に改組。
- 2006年4月 - JABEE認定校となる。
- 2007年4月 - 庶務課と会計課が統合され総務課となる。
- 2009年2月 - 技術教育支援センターを設置。
- 2010年3月 - 講義棟改修工事竣工。
- 2011年12月 - 物質工学科棟改修工事竣工。
- 2013年1月 - 環境都市工学科棟改修工事竣工。キャリア教育センター設置。
- 2014年
  - 3月 - 管理棟及び電気電子工学科棟改修工事竣工。
  - 10月 - 開校50周年記念式典挙行。
- 2016年
  - 3月 - 機械工学科棟改修工事竣工。
  - 4月 - 5学科（機械工学科・電気電子工学科・情報工学科・物質工学科・環境都市工学科）を創造工学科に改組。
- 2018年10月 - 苫小牧市と、中小企業向け相談所開設などまちづくりで連携する協定を締結[4]。
- 2019年4月 - 各系にフロンティアコース設置。
- 2021年
  - 3月 - 図書館等改修工事竣工。
  - 4月 - 専攻科2専攻（電子・生産システム工学専攻、環境システム工学専攻）を創造工学専攻に改組。
- 2022年3月 - 寄宿舎改修（管理棟）工事竣工。
- 2023年2月 - 実習工場改修工事竣工。
- 2025年3月 - 情報科学・工学系棟改修工事竣工。

## 設置学科

### 学科
出典：
- 創造工学科

1年次
専門系によらないクラス編成 - 1組から5組までの混合学級
2・3年次
次のいずれかの専門系に分かれる。
- 機械系
- 都市・環境系
- 応用化学・生物系
- 電気電子系
- 情報科学・工学系

高学年次
4年次以降では、各専門系で専門コースとフロンティアコースに分かれる。なお、この2つのコースは個人の希望により選択できる。
- 機械系

- 機械コース
- フロンティアコース

- 都市・環境系

- 都市・環境コース
- フロンティアコース

- 応用化学・生物系

- 機能材料コース
- 食品・バイオコース
- フロンティアコース

- 電気電子系

- 電気電子コース
- フロンティアコース

- 情報科学・工学系

- 情報科学・工学コース
- フロンティアコース

#### かつてあった学科
2015年度以前
入学時から各学科に所属し、物質工学科では4年次に進級する際に材料コースと生物コースの2つに分かれる。(専門科目の一部授業が異なるがホームルームは1つである)
- 機械工学科 (M)
- 電気電子工学科 (A)（旧電気工学科(E)）
- 情報工学科 (J)
- 物質工学科 (S)（旧工業化学科(C)）
- 環境都市工学科 (K)（旧土木工学科(D)）
- 文系総合学科 (B)（旧一般教科(G)）
- 理系総合学科 (R)（旧一般教科(G)）

### 専攻科
- 創造工学専攻[6]
  - 機械系
    - 先端機械コース
    - 先端フロンティアコース

  - 都市・環境系
    - 先端都市・環境コース
    - 先端フロンティアコース

  - 応用化学・生物系
    - 先端応用化学・生物コース
    - 先端フロンティアコース

  - 情報エレクトロニクス系
    - 先端情報エレクトロニクスコース
    - 先端フロンティアコース

## 施設・設備
主な出典：
敷地面積が133,251m2あり、国立高専の中で沖縄工業高等専門学校（156,056m2）に次いで広い。
- 校舎（講義棟、管理棟、電気棟、機械棟、実習工場、物質棟、環境棟、情報棟、物質実験棟、専攻科棟）
- 体育施設（第1体育館、第2体育館、武道場、陸上競技場、野球場、サッカー場、アイスホッケー場、硬式テニスコート、軟式テニスコート、アーチェリー場）
- 学術情報センター（図書館、セミナールーム、情報処理施設〈CAI室など〉）
- 地域共同研究センター（技術相談室をはじめ、微細構造解析室、低温熱流体研究室、寒冷地環境応用研究室、大気環境観測応用研究室、材料・新素材研究室など）
- キャリア教育センター
- 技術教育支援センター
- 降雨災害実験施設
- 福利厚生施設　鵬翔会館（保健室、学生相談室、学生食堂、売店、共用室、学生会室）
- 学生寮（男子寮は第1～4棟の「蒼冥寮（そうめいりょう）」、女子寮は「楓和寮（ふうかりょう）」）
- 合宿施設
- 音楽系サークル施設
- ボイラー施設
- ロボットテクノロジー部部室
- 樽前広場

## 各種行事
主な出典：
- 4月　入学式、始業式・1年ガイダンス、2年オリエンテーション、1年オリエンテーション、開校記念日（4月20日）
- 5月　学生総会（第1回）
- 6月　春季体育大会
- 7月　道内高専体育大会
- 8月　夏季休業、全国高専体育大会、学外実習（各学科4年・専攻科1年）、オープンキャンパス
- 9月　前期定期試験
- 10月　高専祭、NHKロボットコンテスト（ROBOCON）地区大会
- 11月　4年総合研修旅行　3年工場見学旅行、寮生会役員選挙立会演説会
- 12月　冬季体育大会、学生会役員選挙
- 1月　学生リーダー研修会、入学者選抜推薦面接
- 2月　後期定期試験、入学者選抜学力検査、終業式、学生総会（第2回）
- 3月　卒業式(本科)、修了式(専攻科)

## クラブ・同好会
出典：

### クラブ
体育系
- 陸上競技部
- 硬式野球部
- ソフトテニス部
- 硬式テニス部
- 卓球部
- バレーボール部
- バスケットボール部
- サッカー部
- アーチェリー部
- バドミントン部
- 剣道部
- 柔道部
- 少林寺拳法部
- カーリング部
- 水泳部
- フットサル部
- ハンドボール部

文化系
- 吹奏楽部
- ロボットテクノロジー部
- ポピュラーソング部
- 茶道部
- ソフトウェアテクノロジー部
- 演劇部
- 将棋部
- サイエンス部
- 書道部
- 構造デザイン部
- 写真部

### 同好会
- ダンスサークル

- アニメーション同好会

- 美術同好会

- 鉄道研究同好会

- ボランティア同好会

### その他
- 応援団
- 新聞局

## 各種交流

### 国際学術交流
- EIT Hawke's Bay (Eastern Institute of Technology / イースタン工科大学)
- モンゴル工業技術大学 (Institute of Engineering and Technology(IET))
- カセサート大学（タイ国）

### 単位互換制度
単位互換協定の締結先の学生が当校の科目等履修生または特別聴講学生としての入学が認められた場合、当校で開設される授業科目を受講することができる。
- 北海道大学
- 室蘭工業大学
- 北見工業大学

### 高専人事交流
- 一関工業高等専門学校・釧路工業高等専門学校(H18)、東京工業高等専門学校(H19)
- TOPPERSプロジェクトの特別会員(情報工学科)[12]